# St. Hubertus (Dresden)

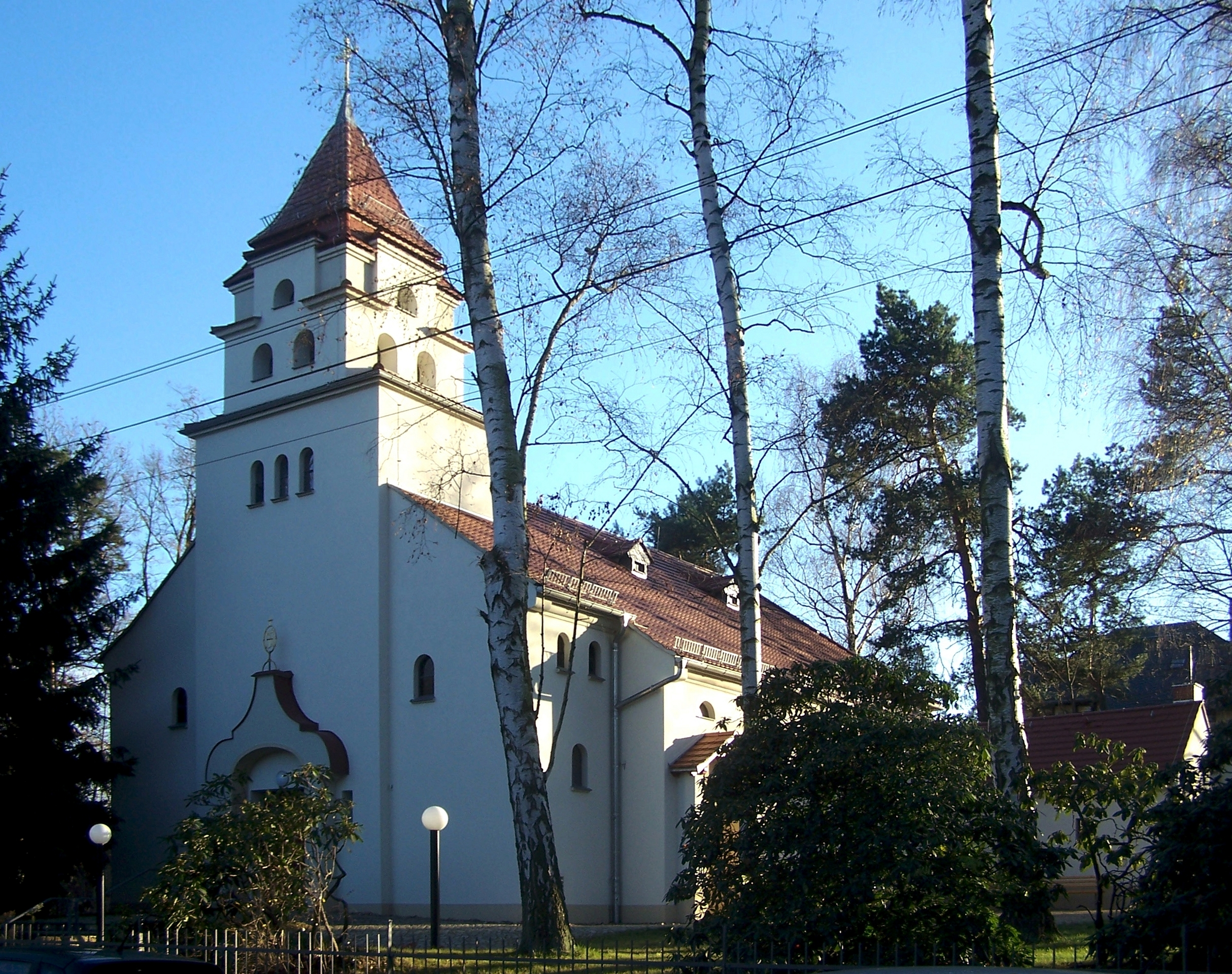
Pfarrkirche St. Hubertus

St. Hubertus ist ein römisch-katholisches denkmalgeschütztes Kirchengebäude im Dresdener Stadtteil Weißer Hirsch, die 1936–1937 nach Plänen des Dresdner Architekten Robert Witte als Kapelle errichtet wurde. Sie gehört neben dem Gemeindehaus der Christuskirche und der Hoffnungskirche zu den wenigen Sakralbauten, die zwischen 1933 und 1945 in Dresden errichtet worden sind, und ist ein Beispiel für die „heimatgebundene Architektur“.
Die Kapelle wurde von 1957 bis 2018 als Pfarrkirche genutzt; seitdem gehört sie zur Pfarrei St. Martin Dresden im Dekanat Dresden des Bistums Dresden-Meißen.

## Baugeschichte

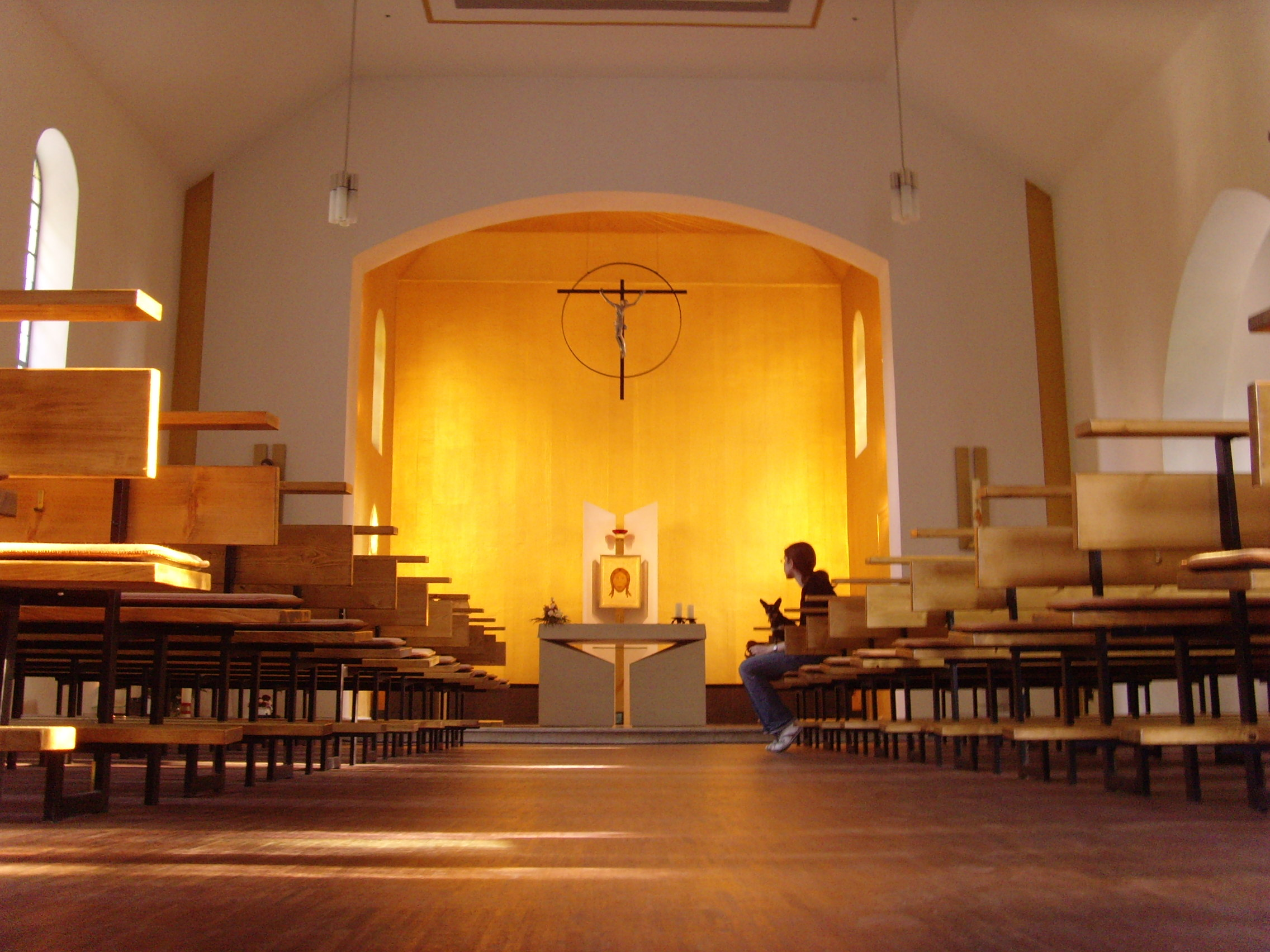
Innenraum nach der Umgestaltung

1928 wurde ein Bauplatz am Rand der waldreichen Dresdner Heide erworben, die Pläne waren 1931 fertiggestellt. Das Bauvorhaben verzögerte sich jedoch aufgrund finanzieller Probleme, erst 1936 konnte mit dem Bau begonnen werden. Die Grundsteinlegung am 20. September 1936 erfolgte zusammen mit der Altarweihe, rund vier Monate später erfolgte im Januar 1937 bei Fertigstellung der Kapelle die Benediktion. Die Lage am Weißen Hirsch bei den Wäldern der Dresdner Heide war ausschlaggebend für die Wahl des hl. Hubertus als Namenspatron, der auf der Jagd von einem Hirsch mit einem Kreuz zwischen dem Geweih bekehrt worden war. 
Ein abgestufter Turm, kleine Rundbogenfenster und ein Satteldach prägen das äußere Erscheinungsbild des Baus, während das Innere durch den nach Süden gerichteten Chor, den Taufstein und die farbig bemalte Holzdecke bestimmt wird. Dort ist der hl. Hubertus umgeben von geometrischen Ornamenten zu sehen. Die ursprüngliche Ausstattung (Kanzel, Bänke, Orgelbrüstung und Kommunionbank) wurden 1936 aus dem St. Benno-Gymnasium hierher verbracht.

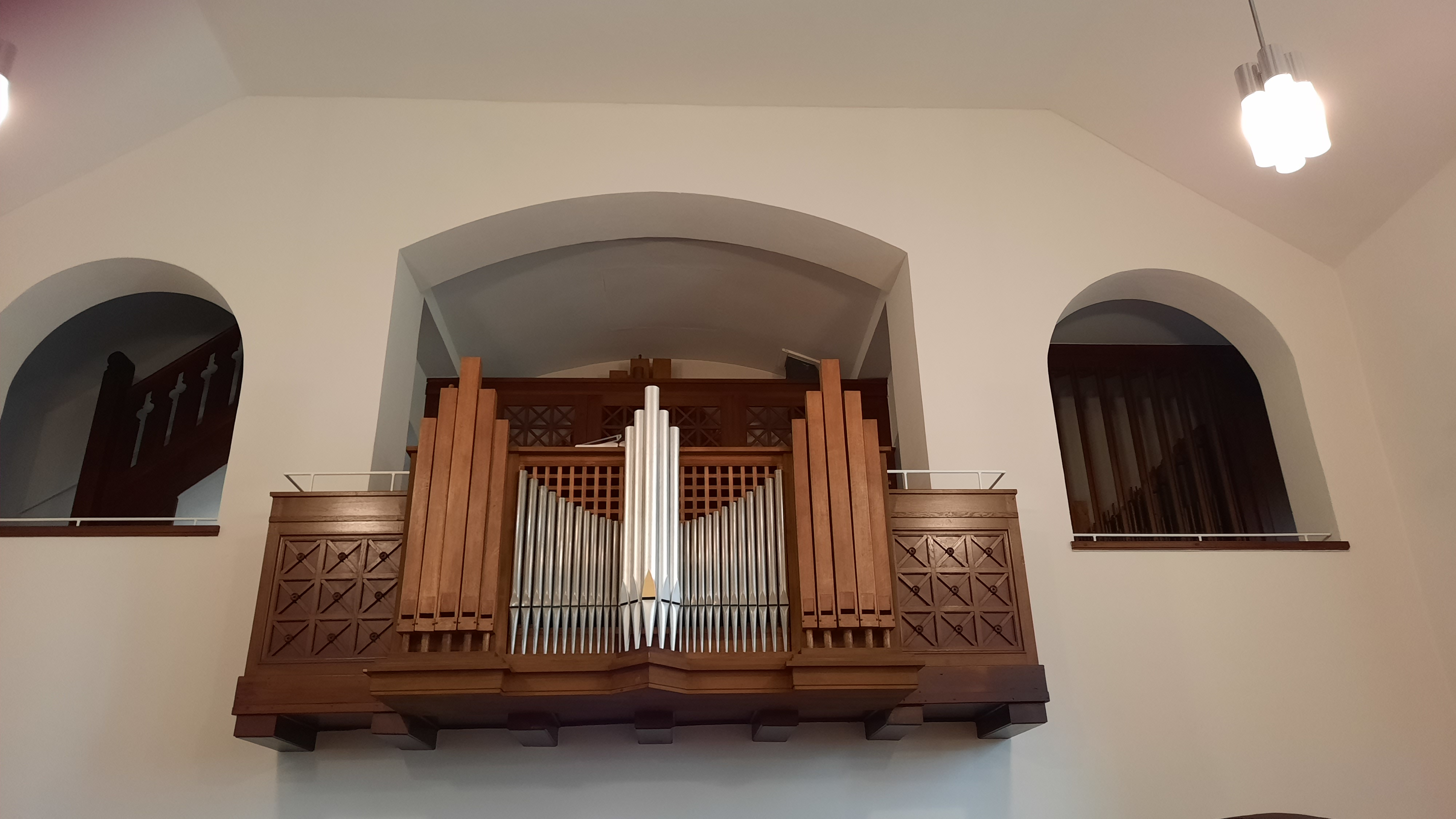
Orgel

Zu Weihnachten 1956 wurden drei Glocken der Gießerei Schilling & Lattmann eingeweiht. Ebenfalls 1956 wurde die Orgel von der Firma Jehmlich durch die Gemeinde erworben.
Diese  wurden bei der 1975–1979 vollzogenen Innenraumerneuerung nach dem Entwurf von Lothar Gonschor beseitigt: Der ursprüngliche Hochaltar und die beiden Seitenaltäre aus Kunststein wurden abgetragen, die Orgel einer Generalreparatur unterzogen und die defekte Glocke durch eine neue Bronzeglocke ersetzt. Das Altarkreuz stammt von Peter Makolies. Die fünf Fenster im Osten wurden durch ein Feld nach unten hin vergrößert und die Deckenbilder nachgemalt und farblich verändert.
Der Innenraum der Kirche wurde nach dem Entwurf von Wolfgang Löser in Weiß und Gold im Jahre 2007 erneut neugestaltet. Die neue Altargestaltung bezieht zwei Reliquien der heiligen Donata und des heiligen Innozenz mit ein, die noch aus der Kapelle des alten St. Benno-Gymnasiums stammen.
Die Bebilderung wurde von dem russischen Maler Alexander Stoljarov in der Art russischer Ikonen gemalt und im Januar 2012 geweiht.

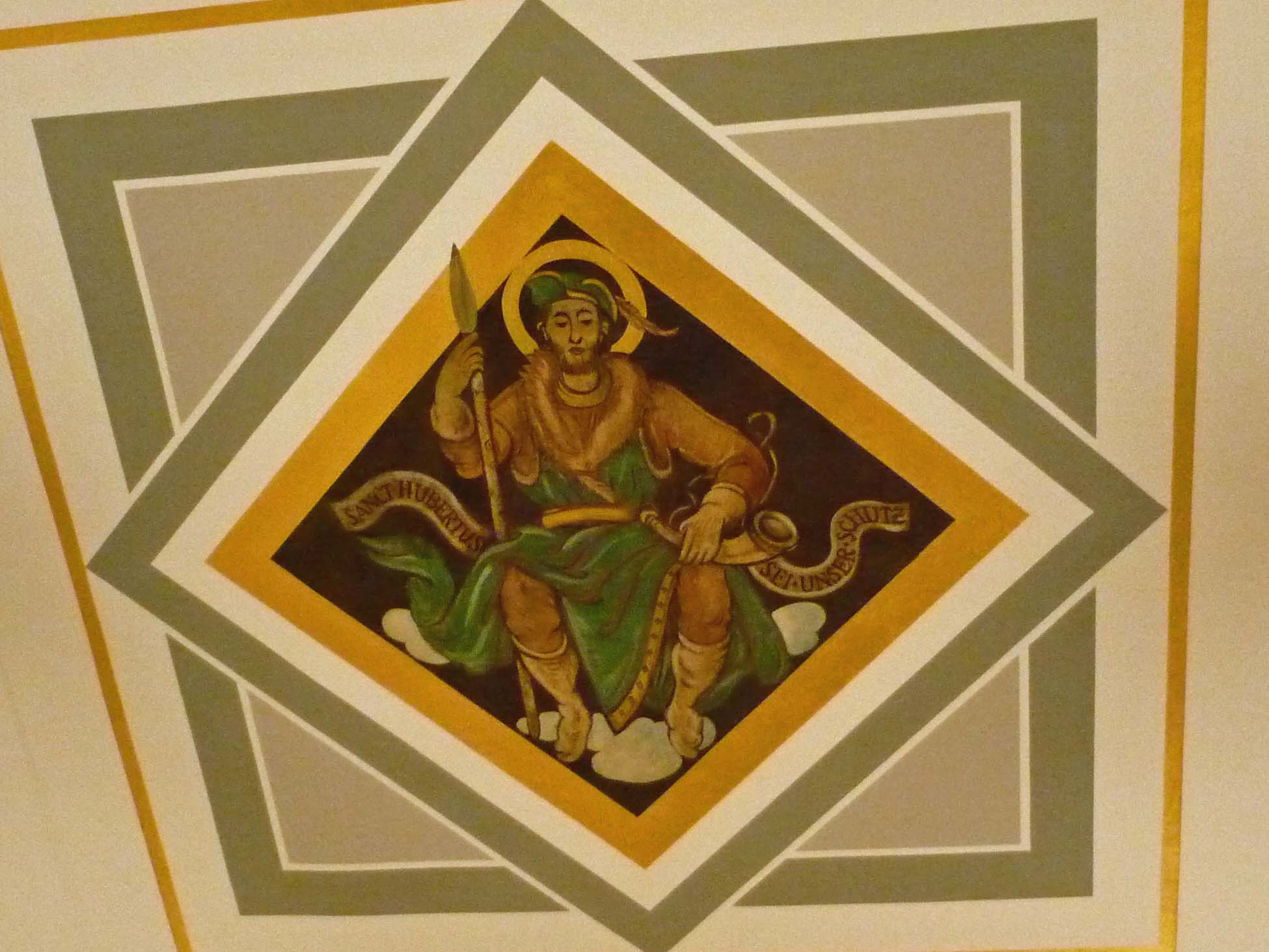
Deckenbild des Hl. Hubertus
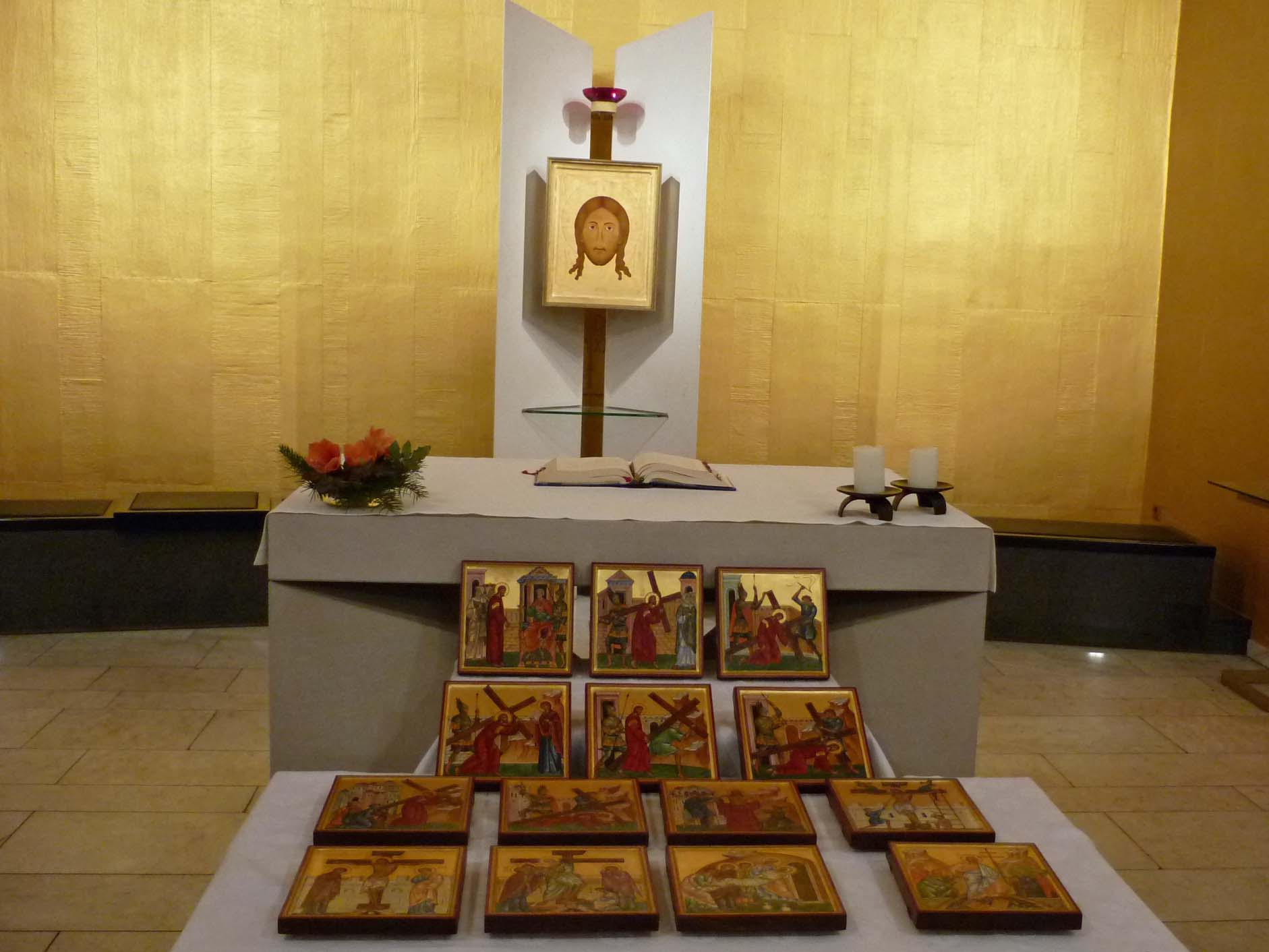
Weihe der Kreuzweg-Bilder vor dem Altar
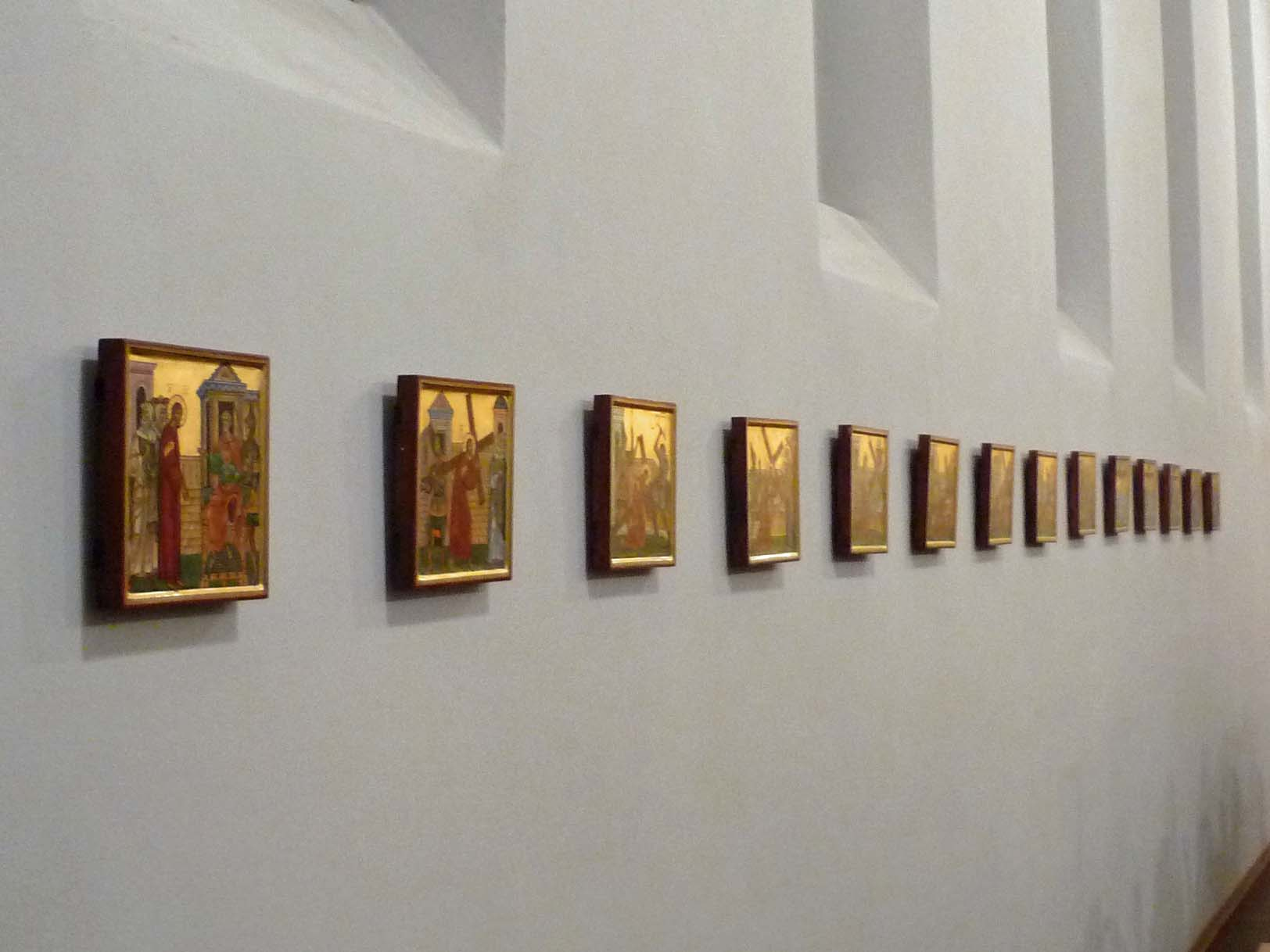
Bilder der Kreuzwegstationen in der Kirche